# Manusa
Manusa és una empresa catalana dedicada al disseny, fabricació, instal·lació i manteniment de portes automàtiques per als vianants. Les oficines de la companyia es troben a Sant Cugat del Vallès (Barcelona), i a Polinyà (Barcelona), on se situa el departament comercial, el departament tècnic i el departament de manteniment. Per la seva part, la planta de producció està situada a la localitat de Valls (Tarragona).
El 2021, la companyia compta amb cinc delegacions a la Península Ibèrica i més de 300 treballadors, i produeix més de 20.000 portes automàtiques a l'any. La companyia disposa a més d'un departament propi d'I+D+i on es desenvolupa tecnologia per a portes automàtiques.
Manusa ofereix una gamma completa de portes automàtiques: corredisses, batents, giratòries, hermètiques, resistents al foc i portes d'emergència, així com solucions de control d'accés de persones com ara passadissos d'accés controlat, torns i torniquets.
A més, també compta amb una divisió de productes per a transport públic, com les portes de tancament d'andana per a sistemes de metro, instal·lat en diverses estacions de tot el món, com ara la Línia 11 del metro de Barcelona i el Monoraïl de Palm Jumeirah, i transport massiu, amb els passadissos automàtics reversibles per al control d'accés de persones.

## Història

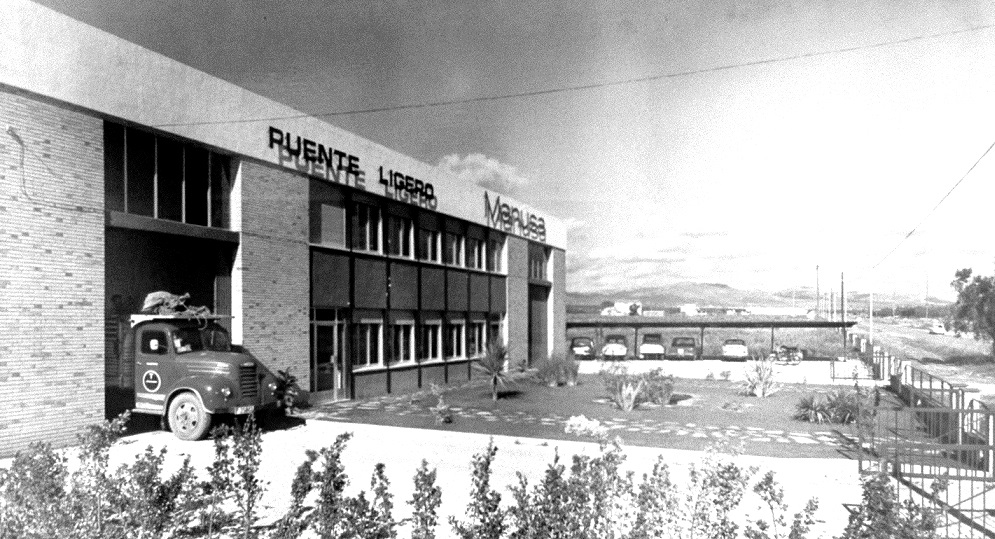
Imatge dels inicis de l'empresa Manusa

Fundada el 1966 per José María Guilera Nubiola, Manusa va iniciar la seva activitat amb la fabricació de ponts grua manuals. Uns anys més tard va començar a desenvolupar-se una tecnologia superior, amb diferents models i patents, i es van incorporar al mercat espanyol les primeres portes automàtiques per a vianants, la qual cosa va fer augmentar el seu creixement i que el grup Manusa comprés a altres empreses del sector.
Un lustre després, el 1971, Manusa va estendre la seva activitat a la fabricació de portes automàtiques amb tecnologia pneumàtica, la qual cosa va fer augmentar el seu creixement i li va permetre comprar a altres empreses del sector. Aquell mateix any va decidir expandir fronteres i es va iniciar en la distribució dels seus productes en l'àmbit internacional. Durant aquella època, a més de dedicar-se a la fabricació de portes automàtiques, Manusa es va especialitzar en el disseny de projectes i en el servei postvenda dels seus productes.
El març de 2010, Ernest Benach, que en aquells dies era el president del Parlament de Catalunya, va visitar les instal·lacions de l'empresa. Allí va destacar "la importància d'apostar per aquest tipus d'empreses, que inverteixen decididament en tecnologia i I+D".

## Internacional
L'empresa té presència a més de 90 països i oficines pròpies a Espanya, el Brasil, Portugal i la Xina. La companyia ha desenvolupat projectes de instal·lació d'accessos automàtics al Kremlin de Moscou, al Suria Kuala Lumpur City Center de Malàisia, les torres Churchgate de Nigèria i la Sagrada Família de Barcelona.
El juny del 2015, la Cambra de Comerç de Terrassa (Barcelona) va premiar a Manusa en la categoria "Trajectòria Internacional Consolidada", per la "consolidació de la seva activitat internacional i una evolució creixent de les seves exportacions".

## Productes

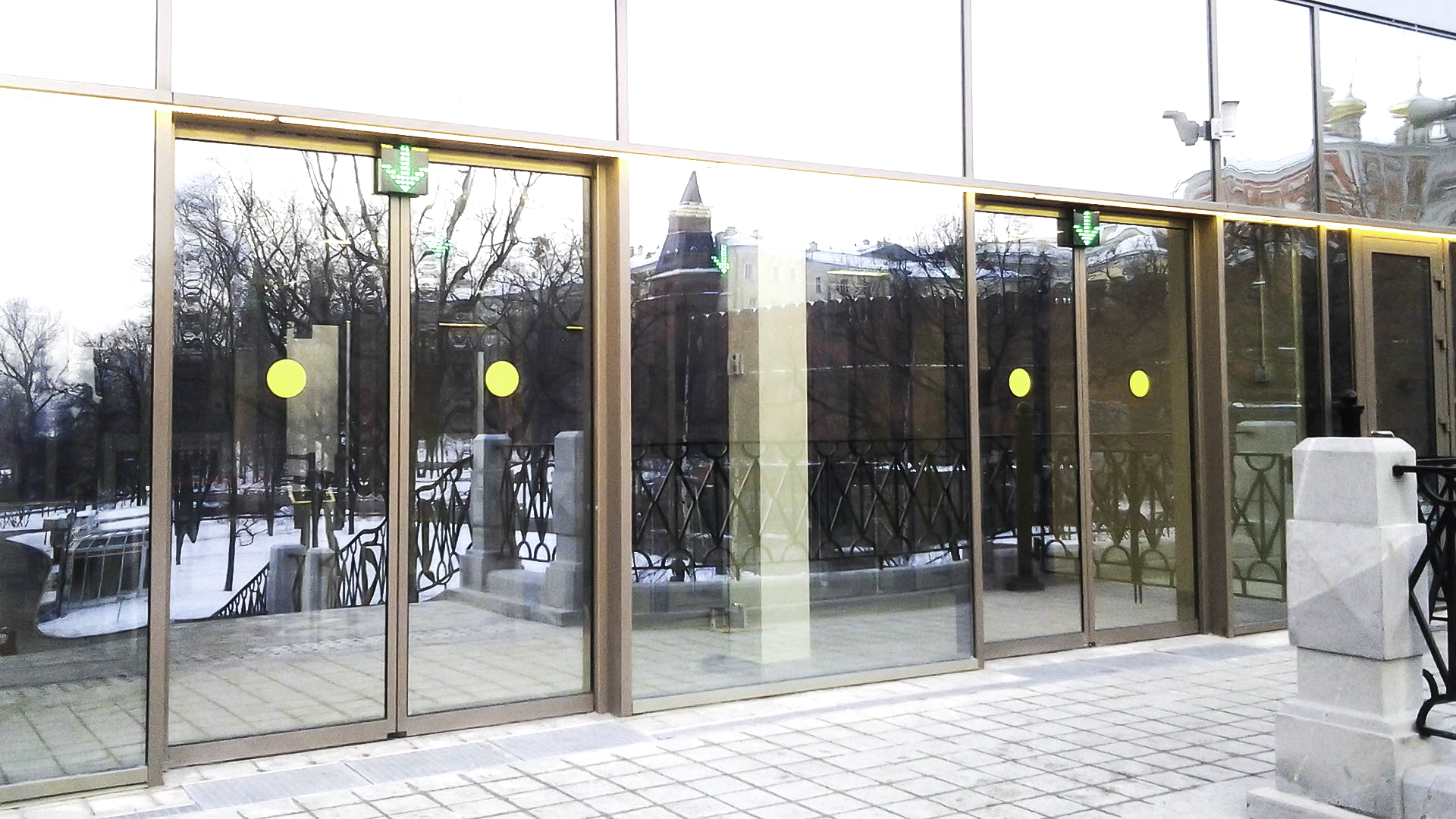
Portes automàtiques de Manusa al Kremlin

Dins de l'àmbit dels accessos automàtics, Manusa comercialitza tota mena de productes dirigits a sectors com ara aeroports, hotels, comerços, hospitals, farmàcies, transport, bancs, indústria, oficines, edificis residencials i restaurants.
Compta amb portes automàtiques de diferents tipologies, com les corredisses, giratòries, batents, hermètiques, emplomades, d'evacuació, anti explosius, antivandàlica i antibales.
Un altre dels productes de l'organització són les portes tallafoc. Aquestes estan dissenyades per a evitar l'expansió del foc en estades interiors en cas d'incendi. Manusa compta amb la porta tallafocs de vidre i la porta tallafocs metàl·lica.

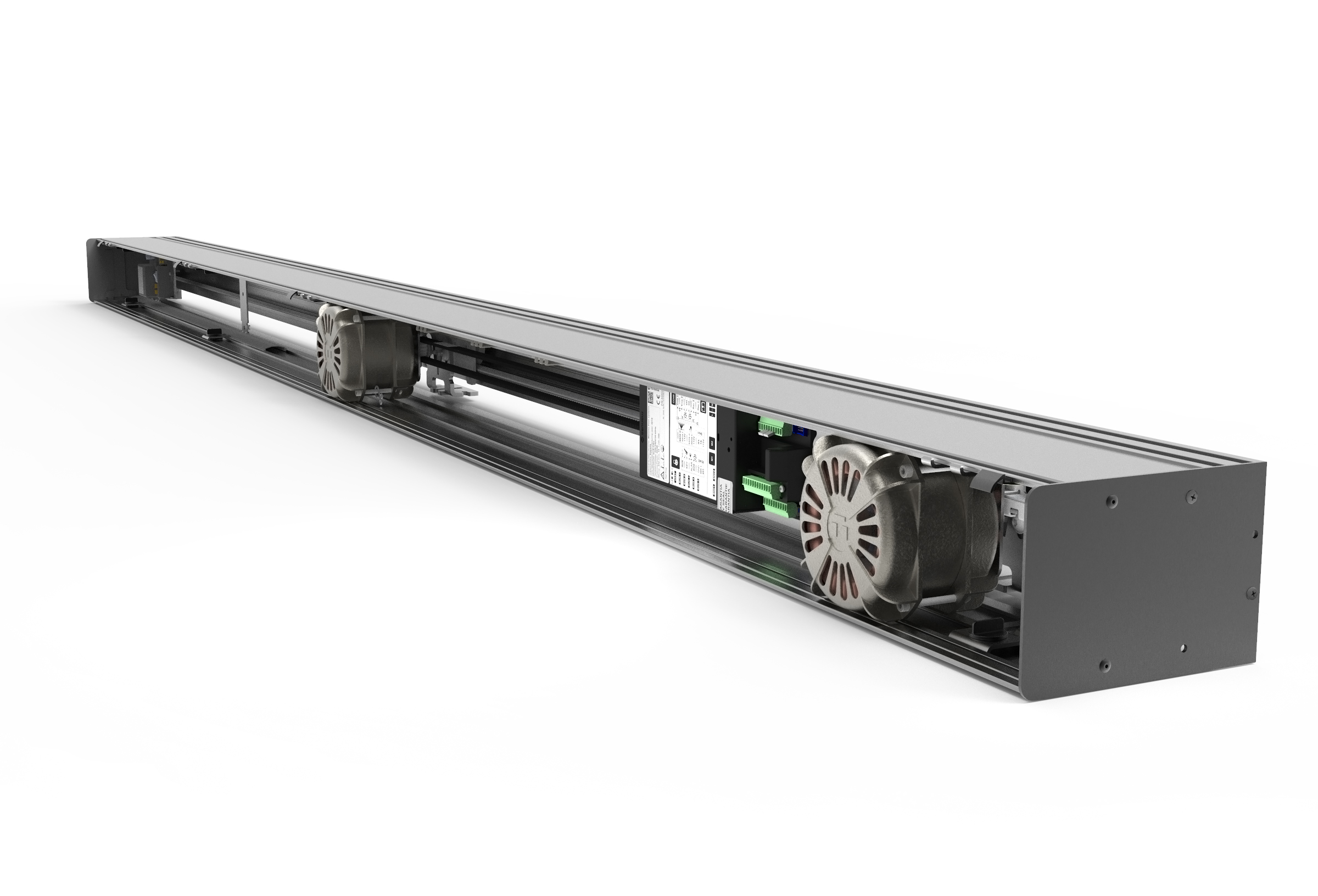
Motorització de portes automàtiques Manusa

Els sistemes de control d'accés de Manusa permeten controlar el flux de persones que entren i surten d'un establiment o d'una estada concreta. D'entre aquesta mena de sistemes, Manusa ofereix passadissos amb panells batents, passadissos amb panells ocultables, torns, portells motoritzats batents, molinets, sistemes Bus Rapid Transit (BRT), passadissos antiretorn, validadores, tancaments de dàrsena, passadissos amb panells batents unidireccionals i sistemes de resclosa.
La marca compta també amb accessoris per a tota mena de solucions en accés, com els de seguretat, d'accionament, de control o comandaments a distància.
Un altre dels productes que ofereix Manusa són les fulles per a tota mena de portes automàtiques, d'entre les que compta amb transparents, emmarcades i fulles de funcions especials.
A més de tot això, Manusa posa en el mercat diferents tipus de motoritzacions per a portes automàtiques i sistemes d'accés.

### Ferroflex
Ferroflex és una companyia integrada a Manusa. Està especialitzada en el disseny, fabricació, instal·lació i manteniment de portes automàtiques per al sector industrial. Es tracta de la marca industrial de Manusa.
Creada l'any 1998, va passar a formar part de Manusa el 2015. El 2021, la seva seu es troba en la localitat barcelonina de Polinyà, a la comarca del Vallès Occidental, i compta amb productes de tancament industrial com les portes ràpides, les enrotllables, les tallafoc, les apilables, les seccionals, l'abric i la rampa per a molls de càrrega, les portes de cortines de làmines o les portes per als vianants batents, entre altres models.
Ferroflex compta amb un departament propi d'enginyeria dedicat al disseny dels tancaments industrials que desenvolupa la companyia, els quals són íntegrament de fabricació pròpia. Així mateix, la companyia compta amb un servei postvenda que ofereix contractes de manteniment i revisions periòdiques de seguretat. Des de la seva integració a Manusa, Ferroflex ha expandit les seves fronteres més enllà d'Espanya i, en l'actualitat, els seus productes són exportats a països d'arreu del món.